# حصار (بامیان)
حصار (به لاتین: Hesar) یک منطقهٔ مسکونی در افغانستان است که در ولایت بامیان واقع شده‌است.